# Oscar Velásquez
Pour les articles homonymes, voir Alvarenga.
Oscar Velásquez Alvarenga est un arbitre paraguayen de football des années 1990.

## Carrière
Il a officié dans deux compétitions majeures : 
- Copa CONMEBOL 1995 (finale aller)
- Copa Libertadores 1996 (finale aller)